# Peisaj marin. L'Estaque
Peisaj marin. L'Estaque este o pictură în ulei pe pânză realizată în 1906 de artistul francez Georges Braque. Tabloul se află la Muzeul Thyssen-Bornemisza din Madrid, Spania.

## Descriere și analiză
Pictura înfățișează un peisaj, de pe un mic deal încadrat de copaci, a micului sat de pescari L'Estaque, situat în apropiere de Marsilia.
Aceasta este de fapt una dintre puținele picturi pur fauviste ale lui Braque. Se caracterizează prin utilizarea arbitrară a culorilor, o armonie care acoperă întreaga paletă de culori, precum și prin zonele extinse de pânză nevopsită. Cu toate acestea, în comparație cu faimosul tablou fauvist al lui Henri Matisse, Bucuria vieții, care este posibil să fi servit drept sursă de inspirație pentru artist, există în mod evident un mare interes pentru crearea unei senzații de profunzime prin prezența unor planuri care se îndepărtează succesiv.
Braque s-a mutat la L'Estaque pe urmele maestrului postimpresionist Paul Cézanne, și a fost sub influența acestuia, dar și a prietenului său Pablo Picasso, care, un an mai târziu, s-a îndreptat spre cubism.